# Stefan Bednarek
Stefan Bednarek (ur. 6 sierpnia 1944 w Blachowni, zm. 10 lutego 2022 w Nysie) – polski teoretyk i historyk kultury.

## Droga naukowa
Profesor Uniwersytetu Wrocławskiego, dr hab., dyrektor Instytutu Kulturoznawstwa. W latach 2004–2007 był przewodniczącym Komitetu Nauk o Kulturze PAN, od października 2009 prezesem Polskiego Towarzystwa Kulturoznawczego, a także prezesem Dolnośląskiego Towarzystwa Regionalnego.
Był animatorem życia kulturalnego Wrocławia, szczególnie zaangażowanym w organizację i rozwój środowiska literackiego. Wspierał zwłaszcza młodą poezję. Zajmował się historią kultury, codziennością PRL-u, pamięcią i mnemotopiką dolnośląską i polską, tematem małych ojczyzn, a nawet problematyką snów.
Redaktor serii UWr. Prace Kulturoznawcze, współredaktor czasopisma „Dolny Śląsk” i członkiem rad redakcyjnych czasopism: „Przegląd Kulturoznawczy”, „Kultura Współczesna”, „Kultura Popularna”, „Tematy z Szewskiej”.
Prof. Stefan Bednarek został pochowany 12 lutego 2022 na Cmentarzu Prackim przy ul. Brodzkiej we Wrocławiu. 

## Nagrody i odznaczenia
Odznaczony Medalem Komisji Edukacji Narodowej, oraz odznaką honorową „Zasłużony dla Kultury Polskiej”, był  laureatem Nagrody „Copernicus Prize” Polskiego Towarzystwa Neuropsychologicznego.

## Wybrane publikacje
Książki
- Charakter narodowy w koncepcjach i badaniach współczesnej humanistyki, Wydawnictwo Uniwersytetu Wrocławskiego, Wrocław 1980.
- Pojmowanie kultury i jej historii we współczesnych syntezach dziejów kultury polskiej, Wyd. Uniwersytetu Wrocławskiego, Wrocław 1995[1].
- Encyklopedia Nowej Ery. New Age od A–Z (współautorzy: W. Bockenheim, J. Jastrzębski, red. S. Bednarek), Wrocław 1996.
- Encyklopedyczny przewodnik po świecie idei. Od Absolutu do Żeromszczyzny (Współautor: J. Jastrzębski, red. S. Bednarek), Wrocław 1966.
- W kręgu małych ojczyzn. Szkice regionalistyczne, Wrocław–Ciechanów 1996; seria „Prace Krajowego Ośrodka Dokumentacji Regionalnych Towarzystw Kultury” No 19, s. 134.
- Raport o stanie kultury wiejskiej w Polsce (współautor: Anatol Jan Omelaniuk), Wrocław, 1997.
- Jak żyć? Leksykon autorów i tekstów literatury sapiencjalnej, pod red. J. Jastrzębskiego (współautorzy: J. Jastrzębski, M. Kocur), PWN, Warszawa-Wrocław 1999.

Redakcja prac zbiorowych
- Nim będzie zapomniana. Szkice o kulturze PRL-u, praca zbiorowa, Wrocław 1997.
- Czym jest regionalizm?, Wstęp i redakcja S. Bednarek, Kraj. Ośrodek Dokumentacji Regionalnych Towarzystw Kultury, Wrocław-Ciechanów, 1998.
- Edukacja regionalna – dziedzictwo kulturowe w zreformowanej szkole, praca zbiorowa, Wrocław 1999.
- S. Bednarek, K. Łukasiewicz (red.), Wiedza o kulturze polskiej u progu XXI wieku, Wrocław 2000.
- Edukacja europejska w zreformowanej szkole, Wrocław 2001.
- Edukacja regionalna – dziedzictwo kulturowe w zreformowanej szkole. Materiały dla nauczycieli, Wrocław 2001.
- Kongres Kultury Polskiej 2000, red. S. Bednarek, A.J. Omelaniuk, A. Tyszka, A. Zieliński, Wydawnictwo Silesia, Wrocław 2002.
- Edukacja kulturowa dzieci i młodzieży szkolnej. Koncepcje i propozycje, Wrocław 2004.
- Chopin w kulturze polskiej (członek Komitetu Redakcyjnego), Wrocław 2009.
- O kulturze i jej poznawaniu. Prace ofiarowane Profesorowi Stanisławowi Pietraszce (współredaktor), Wrocław 2009.

oraz około 100 artykułów.